# キプロスのユーロ硬貨

ユーロのシンボル

キプロスのユーロ硬貨（キプロスのユーロこうか）では、キプロスにおけるユーロ硬貨について記述する。
ユーロ (EUR, €) は、欧州連合に加盟しているキプロスを含む多くの国で使われている通貨である。
ユーロ硬貨の片面はユーロ圏全域共通のデザイン、もう片面は各国の独自のデザインとなっている。各国共通の表面の詳細はユーロ硬貨を参照。2ユーロ硬貨以外の縁（へり）のデザインもまた、全域で共通である。独自デザインとされている裏面も、欧州連合を象徴する12個の星と発行年を西暦で表示することは共通である。
ギリシャのギリシャ語では補助通貨のユーロセントを「レプト」というが、キプロスのギリシャ語では「セント」としている。
キプロスのユーロ硬貨のデザインは大きく3種類あり、1，2，5セント硬貨はキプロスの自然を象徴する、キプロス特有の動物であるムフロン（大型の羊の一種）、10，20，50セント硬貨はキプロスの歴史と島国としての文化と貿易の重要性を象徴する、紀元前4世紀のキレニア船が描かれている。1ユーロ、2ユーロ硬貨はキプロスの長い歴史や文明を象徴する先史時代芸術の代表であるポモスの神像が描かれている。
また、「キプロス」と言う文字は、ギリシャ系国民とトルコ系国民の両方を意識し、ギリシャ語とトルコ語両方で記されている。
| € 0.01                            | € 0.02 | € 0.05                                                                                 |
|                                   |        |                                                                                        |
| ムフロン（大型の羊の一種）        |        |                                                                                        |
| € 0.10                            | € 0.20 | € 0.50                                                                                 |
|                                   |        |                                                                                        |
| キレニア船（紀元前4世紀の交易船） |        |                                                                                        |
| € 1.00                            | € 2.00 | € 2 の縁（へり）                                                                       |
|                                   |        | € 2 硬貨の側面部には、2 ΕΥΡΩ 2 EURO（ギリシャ語とトルコ語で2ユーロ）と刻印されている。 |
| ポモスの神像                      |        |                                                                                        |